# Zamia prasina
Zamia prasina — вид голонасінних рослин класу Саговникоподібні (Cycadopsida).
Етимологія: у зв'язку з яскравими трав'янисто-зеленими листовими фрагментами.

## Опис
Стовбур до 10 см діаметром і 30 см у висоту. Катафіли яйцеподібні, довжиною 3–4 см, шириною 1,5–2,5 см. Листків 3–6, довжиною 0,5–1 м; черешок 15–30 см завдовжки, від рідко до щільно вкриті колючками;; хребет гладкий з 12–18 парами листових фрагментів. Листові фрагменти від довгастих до оберненоланцетовидих, клиновиді біля основи, від гострих на загострених на вершині, поля від чітко зубчастих до зубчастих у верхніх двох третин, середні з них довжиною 15–20 см, шириною 4–6 см. Пилкові шишки жовтувато–коричневі, від циліндричних до яйцювато–циліндричних, довжиною 6–10 см, 2–4 см діаметром.; плодоніжка довжиною 2–4 см. Насіннєві шишки світло–коричневі, коли молоді, стають зеленими і голими, коли зрілі, від циліндричних до яйцювато–циліндричних, довжиною 10–15 см, 5–7 см діаметром. Насіння від світло–червоного до червоного кольору, довжиною 1.5–2 см, 0.5–0.8 см діаметром.

## Поширення, екологія
Цей вид є ендеміком південного Белізу. Цей вид росте у вологому тропічному лісі на крутих схилах, на висотах від 925 до 1075 метрів. Рослини іноді зростають у вапнякових карстових воронках.

## Загрози й охорона
Втрата середовища існування в районі, в якому перебуває вид вважається головною загрозою. Рослини зустрічаються в річці англ. Columbia River Forest Reserve. 